# كبريتات البوتاسيوم
كبريتات البوتاسيوم مركب كيميائي صيغته K2SO4، ويوجد على شكل صلب أبيض اللون. عُرف المركب منذ أوائل القرن 14، وعكف على دراسته جلاوبر وبويل.

## التحضير
يحضر المركب من تفاعل كلوريد البوتاسيوم مع حمض الكبريتيك المركز والساخن:
{\displaystyle {\ce {H2SO4 + 2KCl -> K2SO4 + 2HCl}}}

## الخواص
يوجد المركب في الشروط القياسية على شكل صلب أبيض اللون، وهو قابل للانحلال في الماء، لكنه لا ينحل في الكحول.

## الاستخدامات
يستخدم أساسا كبريتات البوتاسيوم سماداً؛ كما يستخدم الملح الخام في بعض الأحيان في صناعة الزجاج.

## معرض صور